# 辻堂元町
辻堂元町（つじどうもとまち）は、神奈川県藤沢市の町名。現行行政地名は辻堂元町一丁目から辻堂元町六丁目で、住居表示実施済み区域。

## 地理
藤沢市の南部に位置する。東に引地川が流れ、北に東海道本線が走る。
西から順に、辻堂元町一丁目から六丁目までがあり、六丁目の大半は工場跡地となっている。

北は辻堂新町、東は本鵠沼、南は辻堂太平台および辻堂東海岸、西は辻堂に接する。

### 地価
住宅地の地価は、2023年（令和5年）1月1日の公示地価によれば、辻堂元町2-8-20の地点で24万5000円/m2となっている。

## 歴史
平安時代は、大庭御厨の一部で伊勢神宮の荘園であった。辻堂村の中心地であり、近代は、京浜工業地帯の一部として工場が置かれた。

### 沿革
- 平安時代中期（10世紀） - 相模国高座郡土甘（とかみ・となみ）郷の一部となる。
- 1104年（長治元年）頃 - 鎌倉景正が大庭御厨を開拓し、その一部となる。
- 1159年（平治元年） - 諏訪大社の分神を祀り、諏訪神社が置かれる。
- 鎌倉時代 - 辻堂および茅ヶ崎を含む広域地名として、「八的ヶ原（やまとがはら）」、後に「八松ヶ原（やつまつがはら）」と呼ばれる（鎌倉時代の当地の動きについては大庭御厨も参照）。
- 1873年（明治6年）5月1日 - 神奈川県が区番組制を施行し、辻堂村は第17区となる。小字および地番が制定される。
- 1878年（明治11年）11月18日 - 郡区町村編制法により、行政区画としての高座郡辻堂村が編成され、当地はその一部となる。
- 1889年（明治22年）4月1日 - 町村制が施行され、辻堂村、大場村、羽鳥村および稲荷村が合併し、神奈川県高座郡明治村となる。
- 1908年（明治41年）4月1日 - 明治村、藤沢大坂町および鵠沼村が合併して、藤沢町となる。
- 1916年（大正5年）11月21日 - 「請願ニ依ル通信施設ニ関スル件」（大正4年12月1日勅令第215号）に基づく請願により辻堂郵便局が開局[7]。
- 1935年（昭和10年）8月24日 - 神奈川県道辻堂線（後の神奈川県道308号辻堂停車場辻堂線）が開通。
- 1940年（昭和15年）10月1日 - 藤沢町が市制施行し藤沢市となる[8]。
- 1961年（昭和36年）
  - 5月29日 - 神奈川県道藤沢小和田線（後の神奈川県道30号戸塚茅ヶ崎線）が開通。
  - 12月 - 中川電機（後の松下冷機）藤沢工場が、辻堂5066番地（後の辻堂元町六丁目4-3）に竣工[9]。
- 1963年（昭和38年）11月 - 小矢部松下精工（後の湘南松下エコシステムズ）藤沢工場が、後の辻堂元町六丁目4-2に竣工[10]。松下電器産業（後のパナソニック）藤沢工場が、後の辻堂元町六丁目4-1に竣工[11]。
- 1967年（昭和42年）10月1日 - 辻堂元町一丁目から六丁目までを新設[12]。

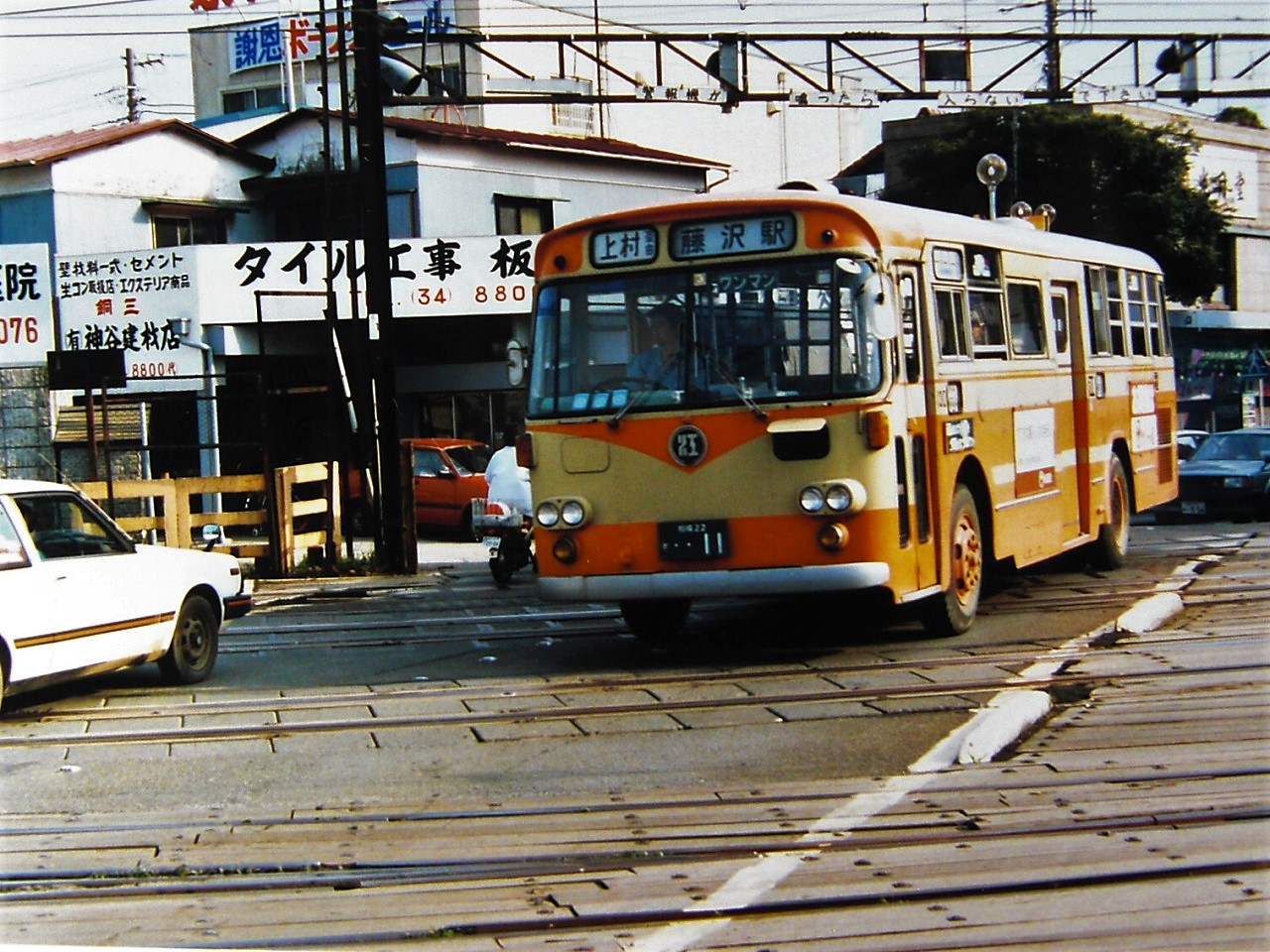
羽鳥踏切（1985年撮影）

- 1994年（平成6年）11月 - 辻堂駅東側にあった羽鳥踏切が単独立体交差化、湘南辻堂地下道が開通[13]。
- 2008年（平成20年）3月 - 松下冷機藤沢工場が閉鎖[14]。

## Fujisawa サスティナブル・スマートタウン
2009年までに撤退が完了しているパナソニック（旧松下電器産業）グループの工場跡地（辻堂元町六丁目4-1）にて、太陽光発電システムや家庭用蓄電池などを街全体に大規模配備し、各家庭（スマートハウス）にネットワーク家電を一元管理するスマートエナジーゲートウェイ（SEG）などを導入した1,000世帯規模の新しい街（スマートシティ）を作る「Fujisawa サスティナブル・スマートタウン（Fujisawa SST）」構想が計画されており、「藤沢環境創造都市」として経団連の「未来都市モデルプロジェクト」にも指定されている。総事業費は約600億円を予定しており、藤沢市とパナソニックが主体となって他にアクセンチュア、オリックス、日本設計、三井不動産、三井物産、住友信託銀行、東京ガス、パナホームの8社が参加を表明している。
Fujisawa サスティナブル・スマートタウン（Fujisawa SST）は、2014年4月26日にまちびらきを迎え、2018年度に全世帯の入居・完成を予定。パナソニックでは今回のプロジェクトにおける成果を「藤沢モデル」として世界に売り込んでいく考えである。
なお、第2弾として横浜市港北区綱島に米・Appleの研究開発施設を柱とした「Tsunashima サスティナブル・スマートタウン（Tsunashima SST）」が計画され、2018年にまちびらきを迎えた。

## 町名の変遷
| 実施後         | 実施年月日    | 実施前（特記なければ、各字名ともその一部）                   |
| -------------- | ------------- | ------------------------------------------------------------ |
| 辻堂元町一丁目 | 1967年10月1日 | 大字辻堂字熊之森・字土打                                     |
| 辻堂元町二丁目 | 1967年10月1日 | 大字辻堂字土打・字後山・字ガル池・字大荒久・字高山・字一ノ坪 |
| 辻堂元町三丁目 | 1967年10月1日 | 大字辻堂字熊之森・字後山・字一ノ坪・字出口・字久根下         |
| 辻堂元町四丁目 | 1967年10月1日 | 大字辻堂字出口・字一ノ坪・字堂面                             |
| 辻堂元町五丁目 | 1967年10月1日 | 大字辻堂字一ノ坪・字大荒久・字長久保・字堂面                 |
| 辻堂元町六丁目 | 1967年10月1日 | 大字辻堂字高山・字大荒久・字猪王面・字長久保                 |

## 世帯数と人口
2023年（令和5年）9月1日現在（藤沢市発表）の世帯数と人口は以下の通りである。
| 丁目           | 世帯数    | 人口     |
| -------------- | --------- | -------- |
| 辻堂元町一丁目 | 715世帯   | 1,405人  |
| 辻堂元町二丁目 | 1,226世帯 | 2,672人  |
| 辻堂元町三丁目 | 851世帯   | 1,739人  |
| 辻堂元町四丁目 | 882世帯   | 1,876人  |
| 辻堂元町五丁目 | 1,077世帯 | 2,320人  |
| 辻堂元町六丁目 | 858世帯   | 2,660人  |
| 計             | 5,609世帯 | 12,672人 |

### 人口の変遷
国勢調査による人口の推移。
| 年                 | 人口   |
| ------------------ | ------ |
| 1995年（平成7年）  | 9,100  |
| 2000年（平成12年） | 9,225  |
| 2005年（平成17年） | 9,390  |
| 2010年（平成22年） | 9,533  |
| 2015年（平成27年） | 10,972 |
| 2020年（令和2年）  | 12,552 |

### 世帯数の変遷
国勢調査による世帯数の推移。
| 年                 | 世帯数 |
| ------------------ | ------ |
| 1995年（平成7年）  | 3,642  |
| 2000年（平成12年） | 3,752  |
| 2005年（平成17年） | 3,958  |
| 2010年（平成22年） | 4,126  |
| 2015年（平成27年） | 4,741  |
| 2020年（令和2年）  | 5,452  |

## 小・中学校の学区
市立小・中学校に通う場合、学区は以下の通りとなる。
| 丁目           | 番地 | 小学校                                | 中学校                                |
| -------------- | ---- | ------------------------------------- | ------------------------------------- |
| 辻堂元町一丁目 | 全域 | 藤沢市立八松小学校                    | 藤沢市立明治中学校                    |
| 辻堂元町二丁目 | 一部 | 藤沢市立八松小学校 藤沢市立辻堂小学校 | 藤沢市立明治中学校 藤沢市立湘洋中学校 |
| 辻堂元町三丁目 | 一部 | 藤沢市立八松小学校 藤沢市立辻堂小学校 | 藤沢市立明治中学校 藤沢市立湘洋中学校 |
| 辻堂元町四丁目 | 全域 | 藤沢市立辻堂小学校                    | 藤沢市立湘洋中学校                    |
| 辻堂元町五丁目 | 全域 | 藤沢市立辻堂小学校                    | 藤沢市立湘洋中学校                    |
| 辻堂元町六丁目 | 一部 | 藤沢市立辻堂小学校 藤沢市立鵠沼小学校 | 藤沢市立湘洋中学校 藤沢市立鵠沼中学校 |

## 事業所
2021年（令和3年）現在の経済センサス調査による事業所数と従業員数は以下の通りである。
| 丁目           | 事業所数  | 従業員数 |
| -------------- | --------- | -------- |
| 辻堂元町一丁目 | 74事業所  | 392人    |
| 辻堂元町二丁目 | 22事業所  | 78人     |
| 辻堂元町三丁目 | 45事業所  | 289人    |
| 辻堂元町四丁目 | 54事業所  | 547人    |
| 辻堂元町五丁目 | 45事業所  | 357人    |
| 辻堂元町六丁目 | 37事業所  | 538人    |
| 計             | 277事業所 | 2,201人  |

### 事業者数の変遷
経済センサスによる事業所数の推移。
| 年                 | 事業者数 |
| ------------------ | -------- |
| 2016年（平成28年） | 239      |
| 2021年（令和3年）  | 277      |

### 従業員数の変遷
経済センサスによる従業員数の推移。
| 年                 | 従業員数 |
| ------------------ | -------- |
| 2016年（平成28年） | 2,040    |
| 2021年（令和3年）  | 2,201    |

## 交通

### 鉄道
町域内をJR東海道本線が通るが鉄道駅はない。町内北西部では同線辻堂駅が徒歩圏にある。

### バス
- 神奈川中央交通
  - 藤04系統 藤沢駅北口行、辻堂団地行
  - 藤06系統 藤沢駅北口行、辻堂駅南口行
  - 辻02系統 辻堂駅南口行、茅ヶ崎駅南口行
  - 辻11系統 辻堂団地行
- 江ノ電バス
  - 長久保系統 藤沢駅北口行、辻堂駅行
  - 太平台系統 鵠沼車庫前行、辻堂駅行
  - 浜見山系統 鵠沼車庫前行、辻堂駅行
  - （系統名なし）辻堂駅行、辻堂団地行

### 道路
- 神奈川県道30号戸塚茅ヶ崎線
- 神奈川県道308号辻堂停車場辻堂線

## 施設
- 藤沢市立八松小学校
- 辻堂郵便局

## その他

### 日本郵便
- 郵便番号 : 251-0043[3]（集配局 : 藤沢郵便局[31]）。